# Турнеја Британских и Ирских Лавова по Јужноафричкој Републици 1974.
Турнеја Британских и Ирских Лавова по Јужноафричкој Републици 1974. (службени назив: 1974 British and Irish Lions tour to South Africa) је била турнеја острвског рагби дрим тима по Јужноафричкој Републици 1974. Лајонси су играли сјајно и забележили 21 победу и само 1 реми. Три пута су победили Спрингбоксе, а у четвртом тест мечу, при резултату 13:13 судија је свирао крај, када су Лајонси били на само два метра од њиховог есеј простора. Турнеју је обележило неспортско понашање и насиље, Лајонси су оптуживали Јужноафриканце, да су играли прљаво.

## Тим
Стручни штаб
- Менаџер Алан Томас, Велс
- Главни тренер Сид Милар, Ирска

Играчи
'Бекови'
- ЏПР Вилијамс, Велс
- ЏЏ Вилјамс, Велс
- Вилијам Стил, Шкотска
- Клајв Рис, Велс
- Алан Морли, Енглеска
- Ричард Милкен, Ирска
- Ијан Макгикен, Шкотска
- Рој Берџирс, Велс
- Џоф Еванс, Енглеска
- Фил Бенет, Велс
- Алан Олд, Енглеска
- Мајк Гибсон, Ирска
- Герет Едвардс, Велс
- Џон Молони, Ирска

'Скрам'
- Боби Винсдор, Велс
- Кен Кенеди, Ирска
- Ијан Меклочен, Шкотска
- Сенди Кармичел, Шкотска
- Френ Котон, Енглеска
- Мајк Бартон, Енглеска
- Вили Џон Мекбрајд, Ирска
- Крис Ралстон, Енглеска
- Гордон Браун, Шкотска
- Роџер Аутли, Енглеска
- Фергус Слатери, Ирска
- Стјуарт Мекини, Ирска
- Том Дејвид, Велс
- Тони Нири, Енглеска
- Енди Рипли, Енглеска
- Мервин Дејвис, Велс

## Утакмице
| Утак. | Тим                 | Место         | Резултат | Тим     |
| ----- | ------------------- | ------------- | -------- | ------- |
| 1.    | Вестерн трансвал    | Почетстроф    | 13:59    | Лавови  |
| 2.    | Јужнозападна Африка | Виндхук       | 16:23    | Лавови  |
| 3.    | Боланд              | Велингтон     | 6:23     | Лавови  |
| 4.    | Истерн Провинс      | Порт Елизабет | 14:28    | Лавови  |
| 5.    | Саут вест дистриктс | Мосел беј     | 0:97     | Лавови, |
| 6.    | Вестерн провинс     | Кејп таун     | 8:17     | Лавови  |
| 7.    | Протеас             | Гудвуд        | 6:37     | Лавови  |
| 8.    | Спрингбокси         | Кејп таун     | 3:12     | Лавови  |
| 9.    | Саутерн университи  | Кејп таун     | 4:26     | Лавови  |
| 10.   | Трансвал            | Јоханезбург   | 15:23    | Лавови  |
| 11.   | Родезија            | Сејлсбери     | 6:42     | Лавови  |
| 12.   | Спрингбокси         | Преторија     | 9:28     | Лавови  |
| 13.   | Куагас              | Јоханезбург   | 16:20    | Лавови  |
| 14.   | Оранџ фри стејт     | Блумфонтајн   | 9:11     | Лавови  |
| 15.   | Грикленд вест       | Кимберли      | 16:69    | Лавови  |
| 16.   | Нортерн трансвал    | Преторија     | 12:16    | Лавови  |
| 17.   | Леопарди            | Ист Лондон    | 10:56    | Лавови  |
| 18.   | Спрингбокси         | Порт Елизабет | 9:26     | Лавови  |
| 19.   | Бордер              | Ист Лондон    | 6:26     | Лавови  |
| 20.   | Натал               | Дурбан        | 6:34     | Лавови  |
| 21.   | Истерн трансвал     | Спрингс       | 10:33    | Лавови  |
| 22.   | Спрингбокси         | Јоханезбург   | 13:13    | Лавови  |

| Победник турнеје 1974.           |
| -------------------------------- |
| Британски и ирски лавови (3-1-0) |

## Статистика
Најпосећенија утакмица
75 000 гледалаца, четврти тест меч
Највише поена против Јужне Африке
Фил Бенет 26 поена

## Видео снимци
Детаљи са четвртог тест меча
History of rugby, South Africa v British and Irish Lions, 27.07.1974 - YouTube
Туча Лавова и Јужноафриканаца
British Lions call 99 vs South Africa - YouTube
Детаљи са меча Трансвал - Лавови
1974 - Transvaal v British Lions - Test Match - YouTube